# 3860 Пловдив
Вижте пояснителната страница за други значения на Пловдив.
3860 Пловдив (на английски: 3860 Plovdiv) е астероид от Астероидния пояс, открит на 8 август 1986 г. от Ерик Валтер Елст и Виолета Иванова в обсерватория „Рожен“. Наречен е на град Пловдив.